# Рукометна репрезентација Велике Британије
Рукометна репрезентација Велике Британије представља Велику Британију у међународним такмичењима у рукомету. Налази се под контролом Рукометног савеза Велике Британије.

## Учешћа репрезентације на међународним такмичењима

### Олимпијске игре
| Првенство    | Турнир      | Пласман   | ИГ | П | Н | И | ГД | ГП  | ГР  |
| ------------ | ----------- | --------- | -- | - | - | - | -- | --- | --- |
| Лондон 2012. | Групна фаза | 12. место | 5  | 0 | 0 | 5 | 96 | 192 | -96 |
| Укупно       | 1/11        |           | 5  | 0 | 0 | 5 | 96 | 192 | -96 |

### Светска првенства
Није учествовала

### Европска првенства
Није учествовала